# Élections législatives kazakhes de 2004

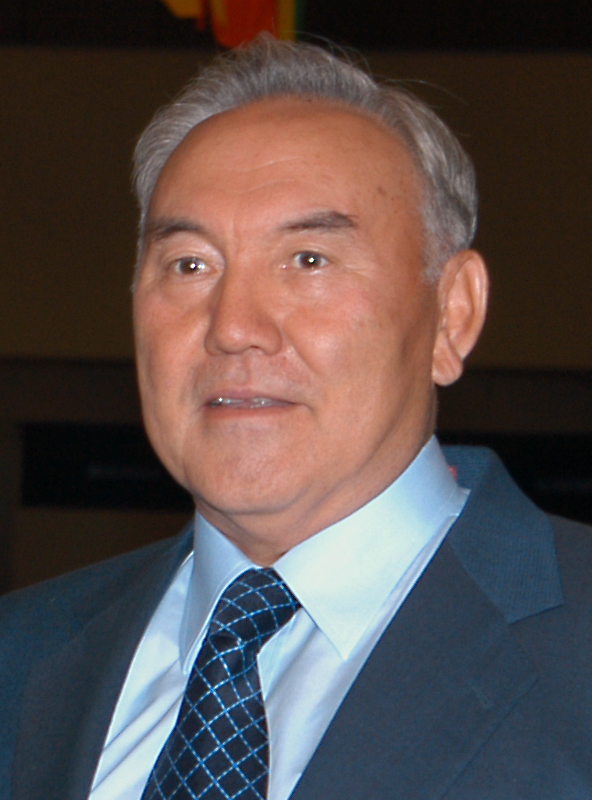
Le directeur général de l'IAEA, Mohamed El Baradei avec le Président Nursultan Nazarbayev à Vienne en 2004.

Des élections législatives se sont tenues au Kazakhstan en 2004.